# فؤاد صالح
فؤاد علی صالح (زاده ۱۰ مه ۱۹۵۸)، تروریست اسلام‌گرای تونسی است که به عنوان سازمان‌دهنده شاخه حزب‌الله لبنان در فرانسه شناخته می‌شود. وی مسئول مجموعه حملات انجام شده در سال‌های ۱۹۸۵ و ۱۹۸۶ در پاریس که در نهایت منجر به کشته شدن ۱۴ نفر و زخمی شدن ۳۰۳ نفر شد، است.